# ISO 639-1
ISO 639-1:2002, Коди для представлення назв мов — 1 частина: код Альфа-2, (англ. Codes for the representation of names of languages — Part 1: Alpha-2 code,) — перша частина серії міжнародних стандартів ISO 639 для кодів мов. 1 частина охоплює дволітерні коди мов. Станом на жовтень 2015 року існує 184 дволітерні коди, до яких належать основні мови світу.
Ці коди є корисними умовними позначення мов для міжнародного та офіційного використання. Їх використовують багатомовні сайти, наприклад Вікіпедія, ставлячи їх перед URL версії свого вебсайту певною мовою.
Найперший стандарт мовних кодів ISO 639 був затверджений 1967 року. Згодом його було розбито на частини і у 2002 році новою редакцією оригінального стандарту став ISO 639-1:2002. Останнім доданим кодом був ht, яким позначається гаїтянська креольська мова. Його було додано 26 лютого 2003 року. Органом реєстрації ISO 639-1 є Інфотерм (Міжнародний інформаційний центр термінології).
Нові коди в стандарт ISO 639-1 не додаються, якщо існує код мови в ISO 639-2.

## Зовнішні посилання
- ISO 639 [Архівовано 21 грудня 2016 у Wayback Machine.](англ.)
- ISO 639-1/RA [Архівовано 6 лютого 2006 у Wayback Machine.](англ.)
- ISO 639-2 Registration Authority FAQ [Архівовано 3 квітня 2006 у Wayback Machine.](англ.)
- Назви мов українською [Архівовано 17 травня 2018 у Wayback Machine.]